# 금입택
금입택(金入宅)은 통일신라 고위귀족들이 사용하던 저택으로 넓은 토지에 정원을 만들고 가운데 큰 당을 세워 석회대신 금으로 칠하였던 호화저택을 일컫는다. 이 금입택은 신라의 기록 외에 일본서기, 아랍제국의 기록에서도 등장하는 바 실존했던 것으로 추정하며, 고려 때까지 존재하였고 몽골제국의 침략으로 소실되었다. 고려때는 보다 더 호화스러워져 청자기나 황금기와를 얹고 황금마루에 양쪽으로는 순금잉어 장식이 더해졌다.